# Operagruppen Figaro
Operagruppen Figaro är ett svenskt operasällskap i Linköping.

## Historik
Operagruppen Figaro bildades 1979–1980 av prästen Bo Björkman i Linköping. Björkman ledde gruppen fram till 1986 då Gerd Lantz tog över ledarskapet. Hon ledde gruppen fram till 2005 då Operagruppens styrelse tog över ledarskapet. Gruppen har under flera år skänkt överskottet av intäkterna till Act Svenska kyrkan.

## Operor
| År        | Produktion                                               | Upphovsmän                                         | Regi                       | Teater                                   |
| --------- | -------------------------------------------------------- | -------------------------------------------------- | -------------------------- | ---------------------------------------- |
| 1980      | Figaros bröllop                                          | Wolfgang Amadeus Mozart                            | Bo Björkman                |                                          |
| 1981      | Trollflöjten                                             | Wolfgang Amadeus Mozart                            | Bo Björkman                |                                          |
| 1982      | Figaros bröllop                                          | Wolfgang Amadeus Mozart                            | Bo Björkman                |                                          |
| 1983-1984 | Don Juan                                                 | Wolfgang Amadeus Mozart                            | Bo Björkman                |                                          |
| 1985      | Così fan tutte                                           | Wolfgang Amadeus Mozart                            | Bo Björkman                |                                          |
| 1987      | Figaros bröllop                                          | Wolfgang Amadeus Mozart                            | Gerd Lantz                 |                                          |
| 1990      | Det hemliga äktenskapet                                  | Domenico Cimarosa                                  | Gerd Lantz                 |                                          |
| 1993-1994 | Così fan tutte                                           | Wolfgang Amadeus Mozart                            | Gerd Lantz                 |                                          |
| 1995      | Trollflöjten                                             | Wolfgang Amadeus Mozart                            | Gerd Lantz                 |                                          |
| 1997      | Don Juan                                                 | Wolfgang Amadeus Mozart                            | Gerd Lantz                 |                                          |
| 1998-1999 | Figaros bröllop                                          | Wolfgang Amadeus Mozart                            | Gerd Lantz                 |                                          |
| 2000      | Enleveringen ur Seraljen/Den gifte stackar’n             | Wolfgang Amadeus Mozart/Domenico Cimarosa          | Gerd Lantz                 |                                          |
| 2001      | Jubileumsjippo                                           |                                                    | Gerd Lantz                 |                                          |
| 2002      | Così fan tutte                                           | Wolfgang Amadeus Mozart                            | Gerd Lantz                 |                                          |
| 2003      | Trollflöjten                                             | Wolfgang Amadeus Mozart                            | Jennifer Lantz Herstek     |                                          |
| 2005      | Carmen/Askungen/Det hemliga äktenskapet (25-årsjubileum) | Georges Bizet/Gioacchino Rossini/Domenico Cimarosa | Gerd Lantz                 |                                          |
| 2006      | Figaros bröllop                                          | Wolfgang Amadeus Mozart                            | Jennifer Lantz Herstek     | Domkyrkans församlingshem                |
| 2007      | Tjuvskytten                                              | Albert Lortzing                                    | Daniel Cardell             | Domkyrkans församlingshem                |
| 2008      | Tjuvskytten                                              | Albert Lortzing                                    | Daniel Cardell             | Domkyrkans församlingshem                |
| 2009      | Don Giovanni                                             | Wolfgang Amadeus Mozart                            | Jennifer Lantz Herstek     | Domkyrkans församlingshem                |
| 2011      | Così fan tutte                                           | Wolfgang Amadeus Mozart                            | Daniel Cardell             | Domkyrkans församlingshem                |
| 2013      | Falstaff                                                 | Antonio Salieri                                    | Karl-Fredrik Blixt Hagholm | Domkyrkans församlingshem                |
| 2015      | Figaros bröllop                                          | Wolfgang Amadeus Mozart                            | Pauline Ärlebäck           | Domkyrkans församlingshem                |
| 2017      | Trollflöjten                                             | Wolfgang Amadeus Mozart                            | Pauline Ärlebäck           | Teaterns Hus - Globenteatern i Linköping |
| 2018      | Das Labyrinth                                            | Peter von Winter                                   | Karin Lantz                | Teaterns Hus - Globenteatern i Linköping |
| 2019      | Don Giovanni                                             | Wolfgang Amadeus Mozart                            | Titti Knutsson             | Teaterns Hus - Globenteatern i Linköping |
| 2022      | Proserpin                                                | Joseph Martin Kraus                                | Sofia Gregersen            |                                          |